# Hans Ludwig Oeser
Hans Ludwig Oeser (* 11. September 1894 in Wiesbaden; † 24. Juli 1954 in Arlesheim) war ein Journalist und Publizist, aber auch Kulturfunktionär der NSDAP.

## Biographie
Oeser war 1920 Mitglied der Ehemaligen Künstlerinnen und Künstler der Freien Künstlergemeinschaft Schanze e.V. in Münster. Bekannt wurde er jedoch als Autor. Auch Goethe stand in seinem Repertoire. Im Jahre 1932 erschien das Buch Goethe und seine Welt und eine Reihe weiterer Bücher zu dem Dichter. Er selbst steuerte zum 100. Goethe-Jubiläum ein Buch zu Goethe bei. 1952 und 1953 gab er zusammen mit Lambert Müller eine monographische Reihe für den „Kunstfreund“ heraus. Oeser trat zum 1. Mai 1933 der NSDAP bei (Mitgliedsnummer 2.634.209) und war seit 1937 Kreisamtsleiter der NSDAP für Buchwesen und Schrifttum. Er lektorierte auch ein Werk Georg von Holtzbrincks, der selbst Verleger und Buchhändler, aber auch Mitglied in der NSDAP war.

## Veröffentlichungen
- Menschen und Werke im Zeitalter Goethes. Ein Bilderwerk. Paul Franke Verlag, Berlin 1932.
- Zus. mit Max Mezger: Das nieverlorene Paradies aus deutschen Wäldern, Wiesen und Gärten. Deutsche Buchgemeinschaft, Berlin 1934.
- Wunder der grossen und kleinen Welt ; ein Bilderwerk von den Formen und Kräften der Natur. Deutsche Buchgemeinschaft, Berlin 1937.
- Italien. Meistererzählungen italienischer Dichter der Gegenwart. Ausgewählt und Text von Hans Ludwig Oeser, Verlag Deutsche Volksbücher, Wiesbaden 1941.
- Japan : Tradition und Gegenwart ; Erzählungen und Gedichte. Ausgewählt und Text von Hans Ludwig Oeser, Verlag Deutsche Volksbücher, Stuttgart 1942.
- Gott, Welt, Natur. Gespräche mit Goethe. Verlag Deutsche Volksbücher, Rottenburg 1949.
- Das Buch vom Wald. Deutsche Buch-Gemeinschaft, Berlin 1951.
- Hrsg.: Das Kunstbüchlein: eine kleine Bibliothek für den Kunstfreund. Band 1–6, Obpacher Kunstverlag, München 1952–1953.